# سیارک ۱۱۲۰۶
سیارک ۱۱۲۰۶ (به انگلیسی: 11206 Bibee، نامگذاری:1999FR29) یازده هزار و دویست و ششمین سیارک کشف شده‌است که در ۱۹ مارس ۱۹۹۹ کشف شد.
قدر مطلق سیارک برابر ۱۸.۶ است.